# Plicosepalus curviflorus
Plicosepalus curviflorus là một loài thực vật có hoa trong họ Loranthaceae. Loài này được (Benth. ex Oliv.) Tiegh. miêu tả khoa học đầu tiên năm 1894.